# Incidente automobilistico con Alejandrina Cox
Il caso Cox è stato un episodio di cronaca fondamentale dell'ultimo paragrafo dell'era Allende, avvenuto il 27 giugno 1973, coinvolgente l'allora generale e comandante in capo dell'esercito cileno Carlos Prats e un'autovettura con a bordo tre persone, tra le quali Alejandrina Cox.
L'incidente ebbe un impatto determinante sul destino del governo e sul successo delle operazioni coperte degli Stati Uniti in Cile, essendo culminato con le dimissioni di Prats, e la storiografia continua a essere divisa sulla sua reale natura. Secondo una tesi supportata da elementi dell'Unidad Popular e da alcuni storici l'episodio avrebbe fatto parte di una campagna di guerra psicologica della Central Intelligence Agency avente come obiettivo l'estromissione di Prats, l'ultimo esponente di spicco della dottrina Schneider, in quanto propedeutica all'ascesa definitiva delle forze putschiste all'interno delle forze armate. 

## Il contesto storico
L'incidente accadde agli albori dell'ultima stagione di instabilità che avvolse il Cile dell'era Allende, ventidue giorni dopo la sospensione dell'esportazione di rame all'estero a causa dello sciopero delle miniere e un giorno prima del Tanquetazo. Esattamente un mese più tardi, il 27 luglio, un commando dell'organizzazione di estrema destra Patria y Libertad avrebbe ucciso il comandante Arturo Araya, schneiderista convinto e amico personale di Salvador Allende.
La tensione sociale era molto elevata, gli scontri avvenivano a cadenza quotidiana, aggravati dalla presenza di agenti provocatori nelle file dei dimostranti, sia filogovernativi sia antigovernativi, e Allende aveva deciso di intavolare delle trattative segrete con la dirigenza della Democrazia Cristiana, con l'intercessione della Chiesa cattolica, allo scopo di evitare lo scoppio di una guerra civile.
Prats rivestiva un ruolo di prim'ordine all'interno di questo contesto, essendo sia il comandante in capo dell'Esercito sia il titolare del Ministero degli Interni, ed era entrato nel mirino degli Stati Uniti e dei loro assetti in loco all'indomani della crisi di ottobre, che aveva contribuito personalmente a disinnescare, perché si era rivelato impermeabile a ogni tentativo di corruzione ed era considerato, in qualità di massimo rappresentante dello schneiderismo, l'ultimo ostacolo al compimento del golpe.

## L'incidente
Il 27 giugno 1973, intorno alle ore 15, il generale Prats si trovava nella sua auto ufficiale. L'animo della popolazione era tale che, non appena riconosciuto, venisse insultato dai conducenti di molte vetture in transito. Quando l'auto di Prats raggiunse un trafficato incrocio a Las Condes, all'epoca un tranquillo sobborgo di Santiago, una piccola Renault rossa si affiancò a quella del presidente e da dentro due persone (ritenuti due uomini dal generale) si misero a ridere, deridendolo e facendo gesti osceni.
Il generale, in uno scatto d'ira, chiese al suo autista di consegnargli la pistola. Dopo aver aperto il finestrino laterale, spianò l'arma contro il conducente della vettura rossa, intimandogli di fermarsi. Poiché l'autista lo ignorò, il generale prese a gesticolare, esigendo sotto la minaccia dell'arma scuse immediate, che non vennero. A quel punto, con una reazione rabbiosa e chiaramente irrazionale, sparò con la pistola sulla macchina rossa, colpendo il parafango anteriore sinistro dell'auto.
Entrambe le vetture si fermarono, e l'autista della Renault scese dalla macchina. Fu in quel momento che il generale si accorse che l'altro guidatore era una donna, un'aristocratica di nome Alejandrina Cox: la donna aveva i capelli corti e questo lo avrebbe portato a scambiarla per un uomo. Mentre la signora Cox protestava vivacemente, e il generale provava a scusarsi, la folla che andava raccogliendosi intorno ai due si schierò apertamente per la donna. Ben presto Prats iniziò a essere insultato e deriso, e la sua vettura ufficiale fu bloccata. Fu salvato da ulteriori violenze da un autista di taxi che era lì di passaggio, mentre la macchina veniva graffiata e gli pneumatici squarciati.
Dalla scena dell'incidente, il generale Prats fu portato immediatamente alla Moneda, dove presentò le dimissioni al presidente Allende. Il presidente le rifiutò e lo convinse a rimanere. Tuttavia la notizia dell'accaduto finì sulle prime pagine di tutti i quotidiani, anche perché aveva provocato dei violenti disordini nell'area della capitale che avevano richiesto l'imposizione dello stato di emergenza, e l'opposizione ne approfittò per accusarlo di codardia — oltreché di essere "mentalmente inadatto" al comando, avendo sparato contro una donna disarmata. La stampa governativa invece lo difese, sostenendo che era stato provocato e che avrebbe potuto trattarsi di un fallito attentato alla sua vita. Il Comando delle Forze Armate sostenne la stessa versione, ma la polemica sul fatto e le questioni a esso associate non si placarono.

## Conseguenze
L'immagine pubblica del generale Prats, come serio e credibile esponente della cosiddetta dottrina Schneider, contraria all'intervento dell'esercito nella vita politica del paese, fu irrimediabilmente compromessa. Questo singolo incidente, del tutto banale (per quanto paradossale e vergognoso potesse essere risultato per lui personalmente), ebbe un impatto tremendo sulla storia cilena, andando ben al di là della sua dimensione aneddotica. Mise infatti il generale alla berlina, indebolendone seriamente la figura agli occhi degli ufficiali di quell'esercito di cui era il comandante in capo.
Prats e la signora Cox si scusarono pubblicamente l'un con l'altra, ma la sua reputazione ne risultò indebolita. Prats riguadagnò stima e consensi con il suo fermo e coraggioso comportamento durante il Tanquetazo del 29 giugno, al punto che riuscì a mantenere il suo incarico per altri due mesi; tornò però a perderli in occasione della protesta pubblica delle mogli di ufficiali e generali davanti alla sua abitazione, il 22 agosto 1973. Le sue conseguenti dimissioni dall'esercito e dal governo rimossero l'ultimo ostacolo al golpe che assegnò il potere ad Augusto Pinochet.